# 鈴木享明
鈴木 享明（すずき みちあき、1956年9月21日 - ）は、日本のベーシスト、ギタリスト。東京都生まれ、横浜市育ち。
1975年プロデビュー。プレイヤーのほかプロデューサー、アレンジャーとしても実績がある。現在のおもな参加バンドはTENSAW(1998年~2009年)、ZoKuZoKukaZoKu（1995～）およびRa:IN（2002～）。

## 参加バンド
- LOU（関東学院高等部在学中に結成）
- 李世福グループ（1979）
- TENSAW（1980頃) Vo.のSaybowとともに中核メンバー
- POISON POP（1983）※ギタリストとして
- MAJI-MAGIC（1986）中川勝彦、Charらと
- The TOYS(1986～1991) 本田恭章らと　※ギタリストとして
- ZoKuZoKuKaZoKu（1995～）ルイズルイス加部らと
- Ra:IN（2002～）
- MoSAW（2002～）
- Spiritual,Majesty and The Future 《S.M.F.》（2005～）澄田健、藤掛正隆とのトリオ
- Zi:LiE-YA（2007～2008）
- MARBLES（2007～）
- Bobby Soxer（2009～。同年11月15日のステージよりBobby Soxと改名）

## バンド形式以外での活動
- 1970年代後期　かまやつひろし、荒井由実、原田真二らのサポート

- 1992　　高野寛 『泡の魔法』『th@nks』
- 1993　　hide 『OBLAAT』（ソロデビューシングルのc/w）
- 1994　　寺田恵子（ex. SHOW-YA）数曲を作編曲およびプロデュース
- 1996　　MOTT THE HOOPLEトリビュートアルバム『MOTH POET HOTEL』
- 1997　　桃乃未琴　数曲に参加ほかプロデュース作品あり

- 1998　　al.ni.co『晴れた終わり』プロデュースほか数曲に参加およびツアーサポート
- 1998　　TVアニメーション『トライガン』サントラなど
- 1998　　及川光博『僕のゼリー』（シングル）
- 1998　　三国義貴『KIRIHITO～霧人』（アルバム）

- 1999　　HYSTERIC SUZIES『One』プロデュース／『HONEY BEE』参加
- 1999　　企画アルバムNINO ROTA1999『Giulietta degli spiriti（魂のジュリエッタ）』アレンジ担当
- 1999　　BIGI設立30周年イベント『BIGI X'MAS PARTY BACK TO THE 70'S』プロデュース

- 2000-2001 "！"（エクスクラメーション／デーモン小暮ソロ名義）ツアー
- 2001　　John Lennon Super Live 2001にて吉井和哉をサポート
- 2002　　Earl Jeanメンズコレクションの音楽プロデュース（於：新宿リキッドルーム）
- 2002～　横浜 7th AVENUE企画シリーズROCK'N'ROLL BABYLONを鳥井賀句とともにプロデュース

- 2010   9月23日より横浜野毛のライブバーTHE CLUB SENSATION（旧店名GUPPY）オーナーに就任。